# Ordonnance de Saint-Germain-en-Laye

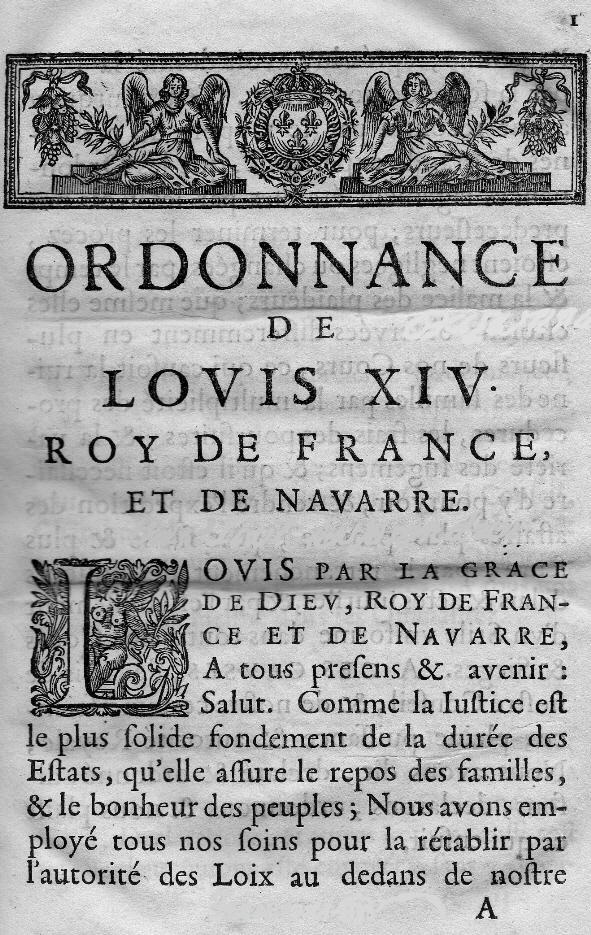
Première page de l'ordonnance de Saint-Germain-en-Laye de 1667.

Ne doit pas être confondue avec l'ordonnance criminelle de 1670 signée à Saint-Germain-en-Laye.
L'ordonnance de Saint-Germain-en-Laye est une ordonnance royale promulguée par Louis XIV en 1667, la première du Code Louis. Cette ordonnance comporte 513 articles.

## État-civil
L'ordonnance comporte dix articles concernant l'état civil. Elle désormais exige la tenue des registres paroissiaux en double, à la suite et sans blanc pour éviter les fraudes et pouvoir pallier la destruction d'un dossier.
Une copie doit être déposée à la sénéchaussée ou bailliage.
Ces modifications sont l'objet du titre XX « Des faits qui gisent en preuve vocale ou littérale », articles VII à XIV.
L'objectif de Louis XIV aurait été de permettre un recensement de la population.
Beaucoup de collections communales commencent en 1667, bien que la tenue de registres des baptêmes date de l'ordonnance de Villers-Cotterêts donnée en 1539 par François Ier. Les registres de mariages et sépultures avaient été créés par l'ordonnance de Blois de 1579,.